# Gianni Poggi

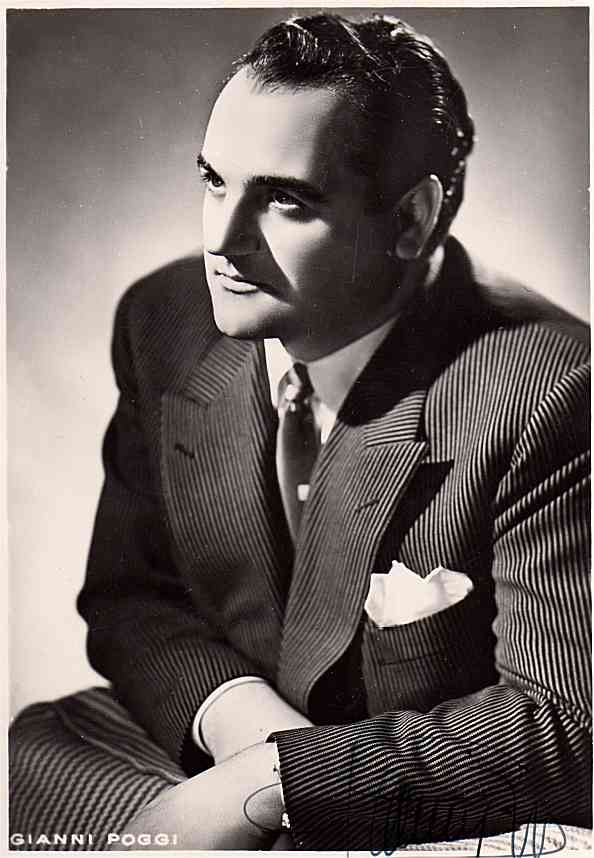
Gianni Poggi

Gianni Poggi (* 4. Oktober 1921 in Piacenza; † 16. Dezember 1989 ebenda) war ein italienischer Opernsänger (Tenor).

## Leben
Zuerst studierte er ab 1942 bei Valeria Manna, musste dann aber Wehrdienst in der italienischen Luftwaffe leisten. Nach dessen Ende ging er zu Studien nach Mailand zu Emilio Ghirardini. Sein Debüt hatte er 1947 am Teatro Massimo in Palermo als „Rodolfo“ in La Bohème. Von 1947 bis 1965 war er an der Mailänder Scala engagiert.

## Diskografie
- Puccini: Tosca (Guerrini, Silveri; Molinari-Pradelli, 1951) Cetra
- Donizetti: Lucia di Lammermoor (Wilson, Colzani; Capuana, 1951) Urania
- Boito: Mefistofele (Neri, Noli; Capuana, 1952) Urania
- Ponchielli: La Gioconda (Callas, Barbieri, Silveri, Neri; Votto, 1952) Cetra
- Verdi: La traviata (Tebaldi, Protti; Molinari-Pradelli, 1954) Decca
- Donizetti: La favorite (Simionato, Bastianini, Hines; Erede, 1955) Decca
- Puccini: La Bohème (Stella, Capecchi, Modesti; Molinari-Pradelli, 1957) Philips
- Puccini: Tosca (Stella, Taddei; Serafin, 1957) Philips
- Mascagni: Cavalleria rusticana (Mancini, Protti; Rapalo, 1958) Philips
- Leoncavallo: Pagliacci (Beltrami, Protti; Rapalo, 1958) Philips
- Verdi: Un ballo in maschera (Stella, Bastianini; Gavazzeni, 1960) Deutsche Grammophon
- Puccini: La Bohème (Scotto, Gobbi, Modesti; Votto, 1961) Deutsche Grammophon